# Manistique
Manistique é uma cidade localizada no estado americano de Michigan, no Condado de Schoolcraft.

## Demografia
Segundo o censo americano de 2000, a sua população era de 3583 habitantes.
Em 2006, foi estimada uma população de 3421, um decréscimo de 162 (-4.5%).

## Geografia
De acordo com o United States Census Bureau tem uma área de
9,1 km², dos quais 8,3 km² cobertos por terra e 0,8 km² cobertos por água.

## Localidades na vizinhança
O diagrama seguinte representa as localidades num raio de 68 km ao redor de Manistique.